# Дудов, Николай Николаевич
Никола́й Никола́евич Ду́дов (род. 1 января 1952, Северо-Задонск, Московская область, ныне Тульская область) — советский российский политический и государственный деятель, губернатор Магаданской области (2003—2013), беспартийный.

## Биография
Родился 1 января 1952 года в городе Северо-Задонске Московской области (ныне Тульской области). С 1959 года обучался в школе.
С 1969 года — слесарь на конденсаторном заводе.
В 1969 году поступил на вечернее отделение Новомосковского филиала Московского химико-технологического института им. Д. И. Менделеева; получил специальность «Инженер по автоматизации».
В 1970—1972 годах — проходил срочную службы в Советской Армии. Старший сержант. Радиотелеграфист.
До 1978 года продолжал работать слесарем на заводе. Параллельно завершил учёбу в институте, получив специальность «Инженер по автоматизации».
В начале 1978 года переехал на Чукотку. Работал старшим дежурным электромонтером, а затем, начальником смены Чукотской ТЭЦ.
С 1982 года — инструктор, затем — заведующий организационным отделом райкома КПСС. В 1986 году перешёл на работу в Магаданский областной комитет КПСС. Координировал деятельность общественных организаций, Советов народных депутатов, комитетов народного контроля, профсоюзных и комсомольских органов. Курировал 4 района области.
С 1991 года возглавил Дальневосточный информационный центр «Информ ВЭС», переехал в Магадан.
С 1996 года работал помощником, главным советником губернатора, руководителем аппарата администрации Магаданской области.
С 30 декабря 1999 года по 29 января 2000 года — полномочный представитель Президента Российской Федерации в Магаданской области.
С 29 января 2000 года — исполняющий обязанности полномочного представителя Президента Российской Федерации в Магаданской области.
С ноября 2000 года — заместитель губернатора, а затем первый заместитель губернатора Магаданской области Валентина Ивановича Цветкова. Руководил аппаратом областной администрации. После убийства В. И. Цветкова был исполняющим обязанности губернатора. 16 февраля 2003 года был избран губернатором Магаданской области. Вступил в должность 28 февраля 2003 года.
С 27 сентября 2005 по 30 марта 2006 — член президиума Государственного совета Российской Федерации.
В 2006—2008 годах — заместитель представителя Российской Федерации в Палате регионов Конгресса местных и региональных властей Европы. В 2008—2010 годах и в 2010—2012 годах — представитель Российской Федерации в Палате регионов Конгресса местных и региональных властей Совета Европы.
3 февраля 2013 года отправлен в отставку с поста губернатора Магаданской области в связи с истечением срока полномочий.
Кандидат экономических наук.

## Награды
- Орден «За заслуги перед Отечеством» IV степени (25 июля 2013 года) — за достигнутые трудовые успехи и многолетнюю добросовестную работу[12]
- Орден Почёта (14 ноября 2005 года) — за большой вклад в социально-экономическое развитие области и многолетнюю добросовестную работу[13].
- Почётная грамота правительства Российской Федерации (1 января 2007 года) — за большой личный вклад в социально-экономическое развитие Магаданской области и многолетний добросовестный труд[14]
- Орден святого благоверного князя Даниила Московского II степени (РПЦ, 2011 год) — во внимание к помощи в строительстве кафедрального собора[15].

## Семья
В 1973 году женился. Супруга — Людмила Михайловна, товаровед по образованию. Две дочери — Наталья и Екатерина.